# 郡上市立吉田小学校
郡上市立吉田小学校（ぐじょうしりつ よしだしょうがっこう）は、岐阜県郡上市美並町にある公立小学校。

## 概要
- 通学区域は美並町上田（下田、木尾、根村、八坂）、美並町大原（大矢、勝原）である。公立中学校の進学先は郡上市立郡南中学校である[1]。

## 沿革
- 1873年（明治6年）
  - 3月 - 下田村に下田義校が開校。下田村、根村が校区。北辰寺を仮校舎とする。
  - 　12月 - 支校として金翁義校が開校。
- 1874年（明治7年）4月 - 下田学校に改称する。金翁義校が独立。
- 1875年（明治8年） - 下田村、根村、繁在村、木尾村が合併し、上田村が発足。
- 1882年（明治15年）
  - 2月 - 校舎を新築。
  - 8月 - 根村分校を設置。
- 1883年（明治16年）8月 - 根村分校を廃止。
- 1886年（明治19年）10月 - 北上田簡易科小学校に改称する。
- 1889年（明治22年）7月1日 - 山田村、高砂村、上田村が合併し、嵩田村が発足。
- 1893年（明治26年） - 北上田尋常小学校に改称する。
- 1902年（明治35年） - 北上田尋常高等小学校に改称する。
- 1916年（大正5年）
- 4月 - 農業補習学校を併設する。
- 11月1日 - 上田尋常高等小学校に改称する。
- 11月5日 - 新校舎が完成
- 1941年（昭和16年）4月1日 - 上田国民学校に改称する。
- 1947年（昭和22年）4月1日 - 嵩田村立上田小学校に改称する。
- 1954年（昭和29年）11月1日 - 嵩田村と下川村が合併し、美並村が発足。同時に美並村立上田小学校に改称する。
- 1965年（昭和40年）
  - 4月1日 - 美並村立南上田小学校を統合する。
  - 4月15日 - 上田小学校・南上田小学校の統合式を行う。
- 1970年（昭和45年）4月 - 美並村立吉田小学校に改称する。
- 2004年（平成16年）3月1日 - 八幡町、大和町、白鳥町、美並村、高鷲村、明宝村、和良村が合併し、郡上市が発足。同時に郡上市立吉田小学校に改称する。

## 義務教育学校の計画
- 吉田小学校と三城小学校、郡南中学校を統合し、義務教育学校を設置する計画である。郡南中学校の敷地に新たに小学校校舎を建設し、2028年度以降の開校を予定している。